# The Chainsmokers
The Chainsmokers sono un gruppo musicale dance pop statunitense composto dai DJ producer Andrew Taggart e Alex Pall.
Sono giunti alla notorietà nel 2014, grazie al successo ottenuto con il singolo #Selfie. In seguito hanno raggiunto le vette delle classifiche mondiali con i successivi singoli Roses, Don't Let Me Down e Closer, quest'ultimo inciso con Halsey e che ha mantenuto la prima posizione della Billboard Hot 100 per dodici settimane.
Dal 2014 sono presenti nella classifica Top100Djs pubblicata dalla rivista Dj Magazine con il piazzamento più alto al n°6 nel 2017.

## Storia del gruppo

### Formazione e primi singoli
I The Chainsmokers si sono formati come un duo di DJ EDM a New York nel 2012, sotto la supervisione di Adam Alpert. Iniziano componendo remix di gruppi indie pop. In quell'anno collaborano con l'attrice indiana Priyanka Chopra nei singoli Erase e nel 2013 The Rookie.
Il loro singolo #Selfie, pubblicato il dicembre 2013 sull'onda del fenomeno omonimo, viene scelto dalla Dim Mak Records e pubblicato nuovamente nel gennaio 2014. Il duo acquista immediatamente successo internazionalmente tanto che il brano raggiunge le classifiche di musica elettronica. Il 4 agosto 2014 pubblicano il brano Kanye insieme a sirenXX, e sette mesi dopo Let You Go insieme al gruppo Great Good Fine Ok. Firmano con la Disruptor Recors, un'etichetta succursale della Sony Music Entertainment.
Il 23 ottobre 2015 esce il loro primo EP intitolato Bouquet che contiene il brano di successo Roses. Il loro successivo singolo Don't Let Me Down è pubblicato il 5 febbraio 2016 e vede la partecipazione della cantante Daya. Due mesi dopo esce Inside Out, insieme alla cantante austriaca Charlee.
Il 29 luglio 2016 pubblicano il singolo Closer con la collaborazione della nota cantante Halsey, che raggiunge la prima posizione nelle classifiche statunitensi e britanniche, nonché un vasto successo mondiale. Il 29 settembre 2016 è la volta dei singoli promozionali All We Know e Setting Fires, che verranno incluse insieme alle ultime tre nell'EP Collage.
Il 20 febbraio 2017 entra a far parte del gruppo il batterista australiano Matt McGuire, già famoso sul social network YouTube per il suo canale in cui caricava cover delle canzoni del duo.

### Memories...Do Not Open(2017)
Il 13 gennaio 2017 viene pubblicato il primo singolo Paris dal nuovo album in uscita. Esso riscuote un buon successo, debuttando subito al numero 1 della classifica delle tendenze settimanali UK. Il 22 febbraio 2017 è stato presentato il secondo singolo Something Just like This, in collaborazione con la nota band britannica Coldplay, esibendosi durante i Brit Awards 2017 presso The O2 Arena, Londra. Il 27 marzo è stato pubblicato a sorpresa come terzo singolo The One. Il 7 aprile 2017 è stato pubblicato il loro primo album Memories...Do Not Open e poco dopo è cominciato un nuovo tour mondiale; in questo album si sono ispirati alla musica dei Boomtown Ratz, l'ex gruppo di Bob Gelfof. Il 26 giugno dello stesso anno viene pubblicato il videoclip su YouTube del singolo Young estratto dall'album. Il 18 settembre 2017 hanno collaborato con la band sudcoreana BTS per il loro nuovo album, Love Yourself.

### Sick Boy(2018-presente)
Il 17 gennaio 2018 il duo ha pubblicato il singolo Sick Boy. Successivamente a questo singolo il duo ha reso disponibile per tutto il corso dell'anno, più o meno ogni mese, un nuovo singolo destinato a formare il nuovo album Sick Boy. I singoli usciti sono i seguenti (in ordine cronologico): You Owe Me (pubblicato il 16 febbraio), Everybody Hates Me (pubblicato il 16 marzo), Somebody (pubblicato il 20 aprile), Side Effects (pubblicato il 27 luglio), Save Yourself (pubblicato il 23 agosto), This Feeling (pubblicato il 18 settembre), Siren (pubblicato il 26 ottobre), Beach House (pubblicato il 16 novembre) e Hope (pubblicato il 14 dicembre). Tutti i singoli sono stati raccolti e pubblicati nel secondo album in studio: Sick Boy, pubblicato in data 14 dicembre 2018.

## Discografia
- 2017 – Memories...Do Not Open
- 2018 – Sick Boy
- 2019 – World War Joy
- 2022 – So Far So Good
- 2023 – Summertime Friends